# Ben Hanley
Benjamin "Ben" Hanley, född 22 januari 1985 i Manchester i England, är en i brittisk racerförare.

## Racingkarriär
Hanley blev tvåa i Formula Renault 3.5 Series 2007. 2008 körde han i GP2 Asia Series, där han slutade på femtonde plats totalt. Senare under året körde han i GP2 Series för Barwa Addax under tre helger innan han gick över till Durango, men det blev inte mer än en helg för honom där. 2009 körde han i Euroseries 3000 för Fisichella Motor Sport i två race.